# Erimyzon
Erimyzon es un género de peces de la familia Catostomidae en el orden de los Cypriniformes.

## Especies
Las especies de este género son:
- Erimyzon claviformis (Girard, 1856)
- Erimyzon oblongus (Mitchill, 1814)
- Erimyzon sucetta (Lacépède, 1803)
- Erimyzon tenuis (Agassiz, 1855)